# Rainer Müller
Rainer Müller (Berlín, 30 de juliol de 1946) va ser un ciclista alemany, que va destacar en el ciclisme en pista. Va guanyar tres medalles, una d'elles d'or, als Campionats del món de Tàndem sempre fent parella amb Jürgen Barth.

## Palmarès
- 1969
  -  Campió d'Alemanya amateur en Tàndem (amb Jürgen Barth)
- 1970
  -  Campió del món en Tàndem (amb Jürgen Barth)
  -  Campió d'Alemanya amateur en Tàndem (amb Jürgen Barth)
- 1971
  -  Campió d'Alemanya amateur en Tàndem (amb Jürgen Barth)
- 1972
  -  Campió d'Alemanya amateur en Tàndem (amb Jürgen Barth)